# Позориште у Античком Риму
Позоришне преставе у Античком Риму у почетку нису биле толико познате и одржавале су се само у јутарњим часовима. Пре су постојале импровизоване позорнице и публика је стајала, а све се дешавало под ведрим небом. Касније, у II веку п. н. е. направљена су дрвена седишта. Прво камено позориште направио је Помпеј на Марсовом пољу. Било је у облику полукруга, а у унутрашњости су постојале полукружне степенице на којима је публика седела.

## Сцена
Сцена је некада била додатно украшена насликаним пејзажима и водоскоцима. На позорници су постојале справе помоћу којих су се дизале и спуштале завесе. Позорницу је штитио кров, а постојале су и завесе које су штитиле гледаоце од кише или сунца.

## Изведбе
У Риму су почели да се појављују комедијаши и етрурски глумци у IV веку п. н. е. Они су били вешти у пантомими, музици и у плесу. На развој позоришта утицали су и луди Фесценини.
Плауд и Теренције, који су живели у II веку п. н. е., били су два најзначајнија комедиографа. Они су се доста осланјали на античку комедију. Плаут је преправљао грчке оригинале, чак је користио и речи из народног говора. У његовим комедијама постојали су делови за певање. Плаут је оставио велики траг у европској и светској књижевности. Теренције је писао комедије које су се због углађеног језика више допадале римској аристократији него ширим народним масама.
Игре у циркусу биле су популарније од представа у позоришту. Највећи и најстарији циркус био је Циркус Максимус. Гладијаторске борбе су се одржавале циркусу или на трговима до половине 1. века п. н. е. Амфитеатар је настао тако што су се Римљани сетили да споје основе за два позоришта, тако да ивице буду прибијене једна другој. Најстарији амфитеатар налази се у Помпеји, саграђен је око 70. године п. н. е и у њега је могло да стане 20.000 гледалаца.
За време владавине Веспазијана започета је изградња великог амфитеатра. Налаѕио поред Нероновог колоса и зато је добио назив Колосеум. Изградњу Колосеума завршио је Тит, Веспазијанов син. Када је званично завршио са изградњом организовао је игре које су трајале 100 дана. У Колосеуму било је 45.000 места за седење и још 5.000 за стајање. На свакој улазници, као и данас, био је означен број улаза, реда и места.
Једна врста гладијаторскиј борби био је лов. Гладијатори су ловили разне звери, а сцена је била намештена тако да подсећа на природно станиште те животиње. Понекад су се и одржавале тауромахије. То су биле борбе човека и бика. Најпопуларније су ипак биле хопломахије, борбе између људи. Још у доба Царства гладијатори су прилазили царској ложи и одавали поштовање цару.